# Dieu merci ! (série télévisée)
Pour l’article homonyme, voir Dieu merci ! (émission de télévision).
Dieu merci ! est une émission de télévision québécoise adaptée de la série australienne Thank God You're Here. L'émission est animée par Éric Salvail, qui est aussi un des trois producteurs, et diffusée depuis le 27 septembre 2007 jusqu'en 2012 sur le réseau TVA.

## Synopsis
Quatre personnalités mettent en évidence leur talent d'acteur, testent leur sens de la repartie et, surtout, leur vitesse d'esprit. Devant un public en studio, l'artiste est invité à franchir une porte derrière laquelle est aménagée la scène d'un sketch scénarisé. Il n'a aucune idée de ce qui se trouve derrière cette porte ni des personnages qui l'attendent. Il dispose d'un seul indice : son costume, aussi hors du commun soit-il. Son grand défi est de s'intégrer au sketch avec le plus d'aisance possible.
L'émission se termine par un sketch de groupe impliquant tous les participants. De plus, les téléspectateurs ont droit à des scènes tournées en extérieur qui mettent une fois de plus les invités à l'épreuve dans des situations surprenantes et humoristiques.

## Distribution
- Éric Salvail : Animateur
- Gaston Lepage : Juge
- Blaise Tardif : Comédien maison
- Caroline Lavigne : Comédienne maison
- Christian Brisson-Dargis : Comédien maison
- Jean-François Nadeau : Comédien maison
- Martin Héroux : Comédien maison
- Michel-André Cardin : Comédien maison
- Myriam Poirier : Comédienne maison
- Nathalie Cavezzali : Comédienne maison
- Salomé Corbo : Comédienne maison
- Sharon Ibgui : Comédienne maison
- Simon Boudreault : Comédien maison
- Simon Rousseau : Comédien maison
- Tammy Verge : Comédienne maison
- Violette Chauveau : Comédienne maison
- Magalie Lépine-Blondeau : Comédienne maison
- Nicolas Pinson : Comédien maison
- Michel-Olivier Girard : Comédien maison

## Faits divers
- Dieu merci! est la première adaptation, en langue française, de l'émission Thank God You're Here.
- Le groupe Simple Plan est apparu dans le spécial de la semaine de relâche, où la salle était remplie d'adolescents, et ont joué en tant que comédiens maison et ont ensuite joué, en direct, la chanson When I'm Gone.
- Le concept Dieu Merci! sera adapté pour le théâtre à l'été 2012 sur la scène du Théâtre du Chenal-du-Moine à Sorel.

## Coffrets DVD
Deux coffrets DVD de la populaire émission sont disponibles en magasin depuis le 27 janvier 2009. Ces deux volumes regroupent toutes les émissions de la saison 1 de Dieu merci! ainsi que plusieurs suppléments, dont l'émission pilote.